# Zonder titel (Lex Horn)
Aan de gevels van drie bouwblokken aan het Blomwijckerpad in Amsterdam Nieuw-West zijn bij oplevering drie titelloze reliëfs geplaatst. De drie hebben Bijbelse teksten gemeen, kennelijk een vraag van de opdrachtgever de christelijke woningbouwvereniging Patrimonium. De drie reliëfs vertonen behalve het gezamenlijke thema ook overeenkomsten in plaats, kleurvoering en stijl. Dat laatste geldt ook voor de woonblokken.  
Het reliëf op de hoek van het Blomwijckerpad 25 en Witte Klok 1 was uitbesteed aan de kunstenaar Lex Horn. Hij liet zich inspireren door Spreuken 24, vers 27, die neerkomt op het volgende:
27: Doe eerst op het veld het werk dat je te doen hebt. Daarna kun je je huis bouwen.
De bron is te lezen onderaan het reliëf (Spr.24: 27). 
Het kreeg later titels toebedeeld als Ladders en Huizenbouw. Het kunstwerk werd jarenlang abusievelijk toegeschreven aan Berend Hendriks; het wijkt echter voor wat betreft stijl af van diens overige werk en vertoont juist stijlkenmerken van het werk van Lex Horn.